# 1910 Fruitgum Company
The 1910 Fruitgum Company — американская группа, игравшая бабблгам-поп в 1960-х. Среди хитов группы, попавших в чарт Billboard Hot 100, были «Simon Says», «May I Take a Giant Step», «1, 2, 3, Red Light», «Goody Goody Gumdrops», «Indian Giver», «Special Delivery» и «The Train».
«Simon Says» был продан тиражом в три с половиной миллиона экземпляров. Синглы «1, 2, 3, Red Light» и «Indian Giver» были проданы более чем миллионом экземпляров каждый. Все три были удостоены статуса «золотых дисков».
Простая структура песен и неполитизированное содержание бабблгам-попа привлекали молодую аудиторию. Многие песни в жанре бабблгам-поп, такие как «1, 2, 3 Red Light», были предназначены для синглов, доступных по бюджету этой молодой аудитории. «1, 2, 3 Red Light» стала одним из главных хитов бабблгам-попа.

## Дискография
Смотри статью «Дискография The 1910 Fruitgum Company» в англ. разделе.